# FKA Twigs
FKA Twigs, Eigenschreibweise auch FKA twigs (bürgerlich: Tahliah Debrett Barnett, * 16. Januar 1988 in Tewkesbury, England), ist eine britische Musikerin, Sängerin, Schauspielerin und Tänzerin. Musikalisch bewegen sich ihre Songs, die sie in der Regel selber schreibt, zwischen den Genres Pop, R&B, Electro, Trip Hop und Hyperpop.

## Leben und Werk
Tahliah Barnett wuchs im ländlichen Gloucestershire auf und besuchte in Tewkesburys Nachbarort Cheltenham eine katholische Schule. Ihr Vater stammt aus Jamaika, ihre Mutter hat spanische Wurzeln.
Mit 16 begann sie Songs zu schreiben, mit 17 ging sie nach London, um als Tänzerin zu arbeiten. So ist sie in den Videos zu Do It Like a Dude (2010) und Price Tag (2011) von Jessie J zu sehen. 2011 tanzte sie in einem Sketch der BBC, in dem Beyoncé Knowles veralbert wurde. Im August 2012 zierte sie das Cover der Modezeitschrift i-D.
Ihren Spitznamen Twigs (englisch für „Zweige“) erhielt sie, weil ihre Gelenke beim Aufwärmen wie Zweige knackten. Da dieser Name bereits von einem anderen Künstler benutzt wurde, setzte sie die Abkürzung „FKA“ davor. Dies steht laut ihr selbst nicht, wie häufig angenommen, für formerly known as (deutsch „zuvor bekannt als“).
Im Dezember 2012 brachte FKA Twigs in Eigenregie ihre erste EP heraus, die sie kurz EP1 nannte. Zu jedem der Songs veröffentlichte sie Videos auf YouTube. Im August 2013 erschien dort das Video zu ihrer ersten Single Water Me, die 2014 veröffentlicht wurde. Die zweite EP namens EP2 kam im September 2013 auf den Markt.
Im August 2013 stellte die britische The Guardian FKA Twigs als „New Band of the Day“ vor. Im Dezember 2013 wurde FKA Twigs für den „Sound of 2014“ der BBC nominiert. Von Spotify wurde sie auf die „Spotlight on 2014“-Liste gesetzt. Billboard präsentierte sie unter dem Titel „14 Artists to Watch in 2014“. Im April 2014 war sie auf dem Cover des US-amerikanischen Musikmagazins The Fader abgebildet. Im Juli war sie zudem auf dem Cover der deutschen Spex.
FKA Twigs’ erstes Album LP1 wurde im August 2014 auf Young Turks veröffentlicht, dem Musiklabel von The xx, SBTRKT und Wavves, wo auch schon EP2 erschienen war. Produziert wurde LP1 zum allergrößten Teil von ihr selbst. Unterstützung bekam sie bei der Produktion von Arca, Sampha und Paul Epworth. Sie war von September 2014 bis Herbst 2017 mit dem Schauspieler Robert Pattinson liiert, seit Frühjahr 2015 sogar verlobt.
2018 tanzte sie in einem Video von Spike Jonze. Weil kurz zuvor in einer Operation Tumoren an ihrer Gebärmutter entfernt wurden, hatte sie während der Dreharbeiten Blutungen.
Im Oktober 2019 zierte sie das Cover des Zeit-Magazins.
Philipp Krohn schrieb über das im November 2019 veröffentlichte Album Magdalene: „FKA twigs enttäuscht nicht. Rätselhafte Songs voller sphärischer Klänge, sparsamer Rhythmik, zum Teil beatfrei, Songtexte über komplizierte Beziehungsfragen. Dazu viel Einsatz der Auto-Tune-Aufnahmetechnik, die nach Chers ‚Believe‘ so inflationär eingesetzt wurde, dass man sie nicht mehr mit ernstzunehmender Musik in Verbindung brachte. Hier passt sie. Kurz: FKA twigs hat mit ‚Magdalene‘ ein Album vorgelegt, das vielleicht einmal als letztes Meisterwerk eines an spannenden Platten reichen Jahrzehnts gelten wird.“
Anlässlich der Grammy Awards 2020 fand am 28. Januar 2020 im Los Angeles Convention Center in Los Angeles ein Tribut-Konzert für Prince unter dem Motto Let’s Go Crazy: The Grammy Salute to Prince statt, bei dem FKA Twigs mitwirkte. Das Konzert wurde am 21. April 2020, dem vierten Todestag von Prince, im US-Fernsehen ausgestrahlt.
Im Januar 2022 erschien ihr Mixtape Caprisongs. Die Arbeit an der Platte hatte sie während des Corona-Lockdowns 2020 in Zusammenarbeit mit dem spanischen Musiker El Guincho gestartet. Weitere Songs entstanden gemeinsam mit Produzenten wie Arca, Cirkuit und dem Australier Warren Ellis. 2025 folgte ihr drittes Album Eusexua.

## Musikalischer Stil
Als Einflüsse auf ihre meist genreübergreifende Musik nannte FKA Twigs Künstler wie Billie Holiday, Ella Fitzgerald, Dionne Warwick, Siouxsie and the Banshees und Adam Ant.
Im Guardian wurde FKA Twigs 2013 als „britische Vertreterin einer Art ätherischen, schaurig weitläufigen R&B, gesungen von hübschen hauchigen Frauen“ (‘a UK exponent of the brand of ethereal, eerily spacious R&B-sung-by-cutely-breathy females’). Auch in der deutschsprachigen Presse waren nach Erscheinen ihres ersten Albums Genrebezeichnungen wie „avantgardistischer R’n’B“ zu lesen. FKA Twigs selbst wies die Zuordnung „R’n’B“ in einem Interview 2019 von sich: diese Zuordnung sei „schlampiger Journalismus“ und geschehe meist allein aufgrund ihrer dunklen Hautfarbe.

## Diskografie

### Alben
- 2014: LP1
- 2019: Magdalene
- 2025: Eusexua

### Mixtapes
- 2022: Caprisongs

### EPs
- 2012: EP1
- 2013: EP2
- 2015: M3LL155X

### Singles
- 2013: Water Me
- 2014: FKA x inc.
- 2014: Two Weeks (US: Gold)
- 2014: Pendulum
- 2014: Give Up
- 2014: Video Girl
- 2016: Good to Love
- 2018: Fukk Sleep (feat. ASAP Rocky; US: Gold)
- 2019: Cellophane
- 2019: Holy Terrain (feat. Future)
- 2019: Home with You

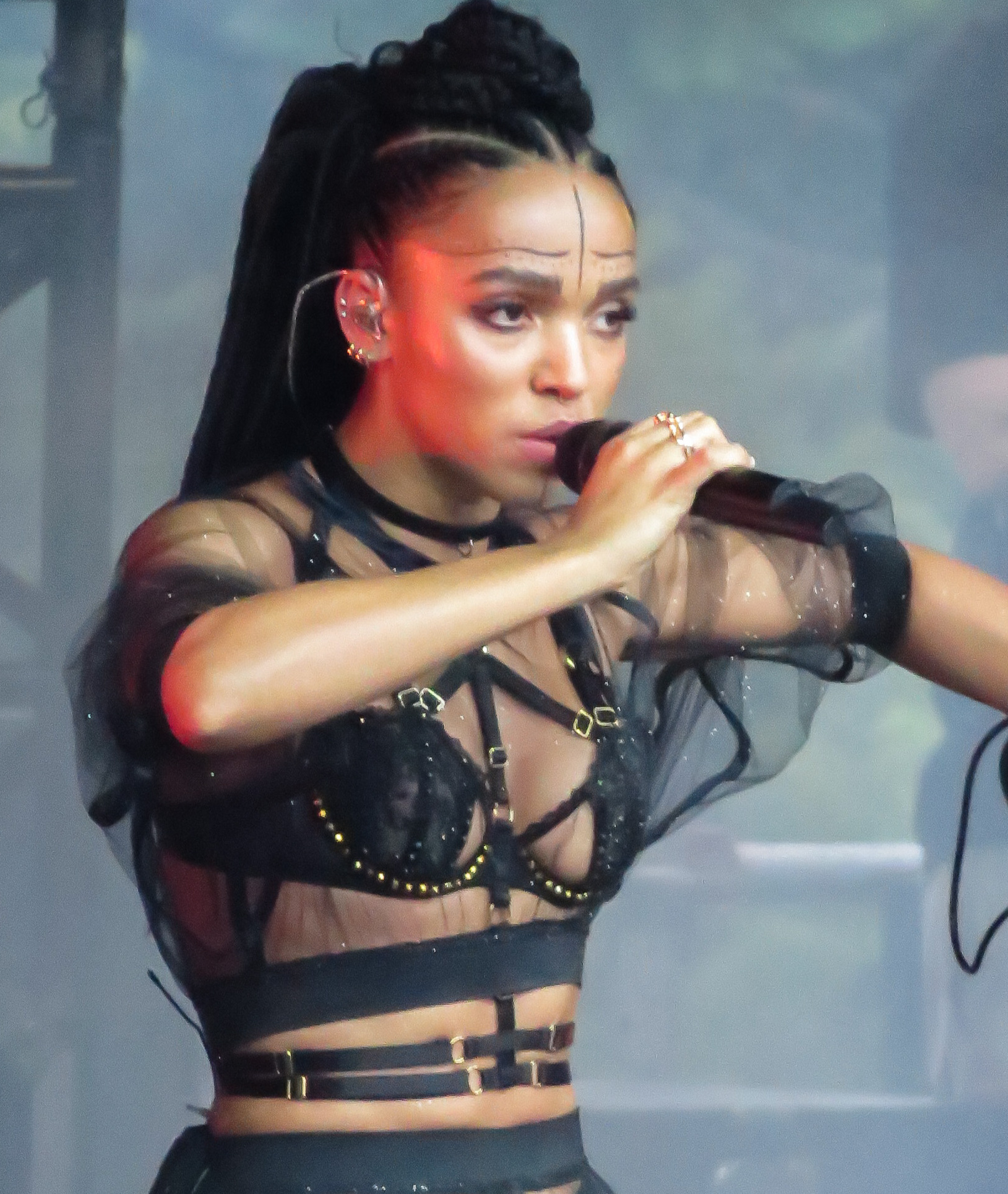
FKA Twigs

- 2020: Ego Death (Ty Dolla Sign feat. Kanye West, FKA Twigs & Skrillex)
- 2021: Tears in the Club (feat. The Weeknd)
- 2022: Killer
- 2024: Talk to Me (Two Shell & FKA Twigs)
- 2025: Striptease

### Musikvideos
- 2012: Hide
- 2012: Ache
- 2012: Breathe
- 2012: Weak Spot
- 2013: How’s That
- 2013: Water Me
- 2013: Papi Pacify
- 2014: FKA x Inc.
- 2014: Two Weeks
- 2014: Video Girl
- 2015: Pendulum
- 2015: Glass & Patron
- 2015: M3LL155X
- 2016: Good to Love
- 2019: Cellophane
- 2019: Holy Terrain
- 2019: Home with You
- 2024: Eusexua
- 2024: Perfect Stranger
- 2025: Striptease

## Filmografie
- 2024: The Crow